# Bogongo Gaza
Bogongo Gaza est une des treize communes de la préfecture de Lobaye. Elle est située à l’ouest de Mbaïki en zone de forêt équatoriale.